# Neuhof (Hamburg-Wilhelmsburg)

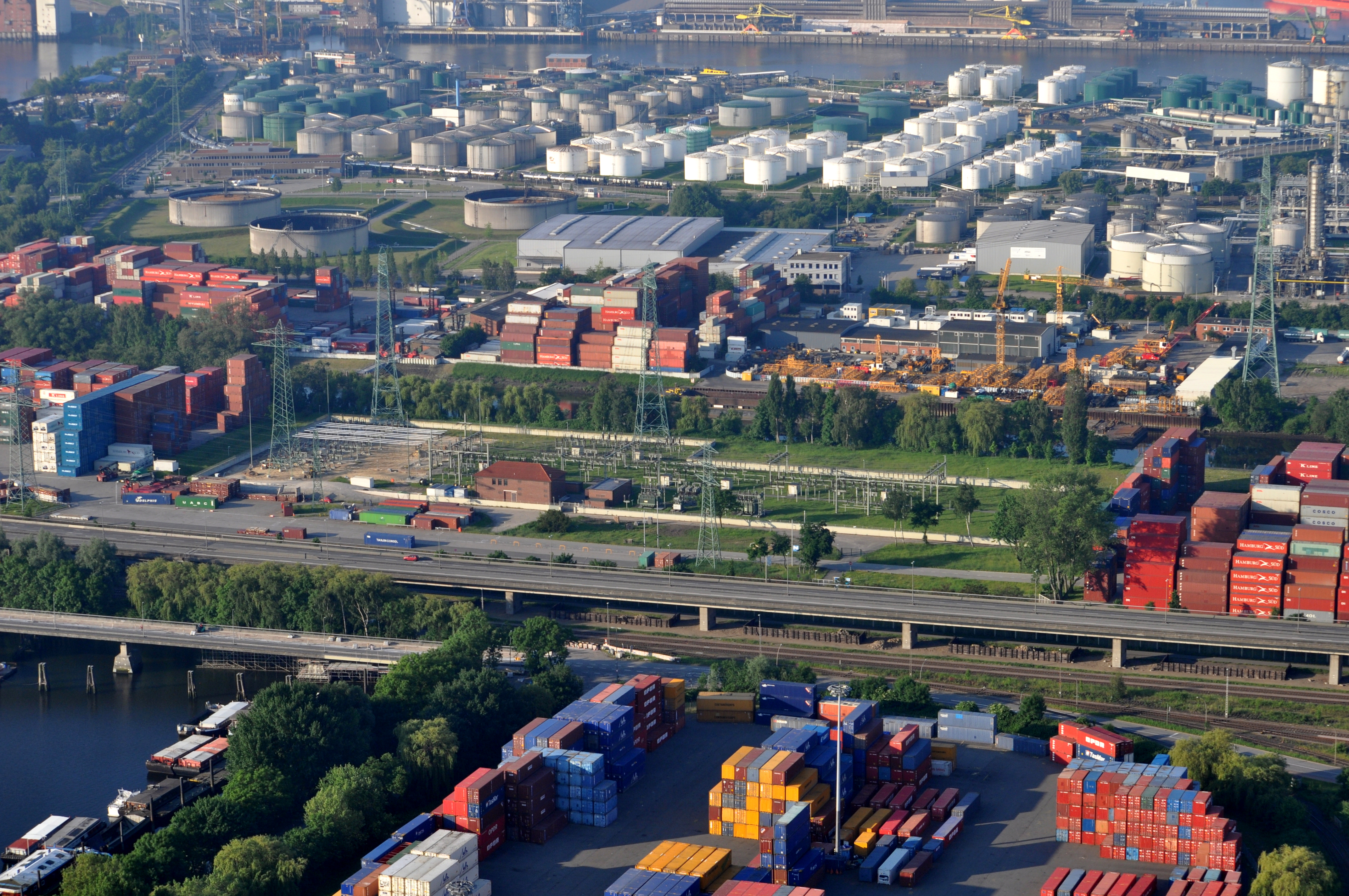
Blick über einen Teil von Neuhof (in der Mitte der ehemalige Kraftwerksstandort)

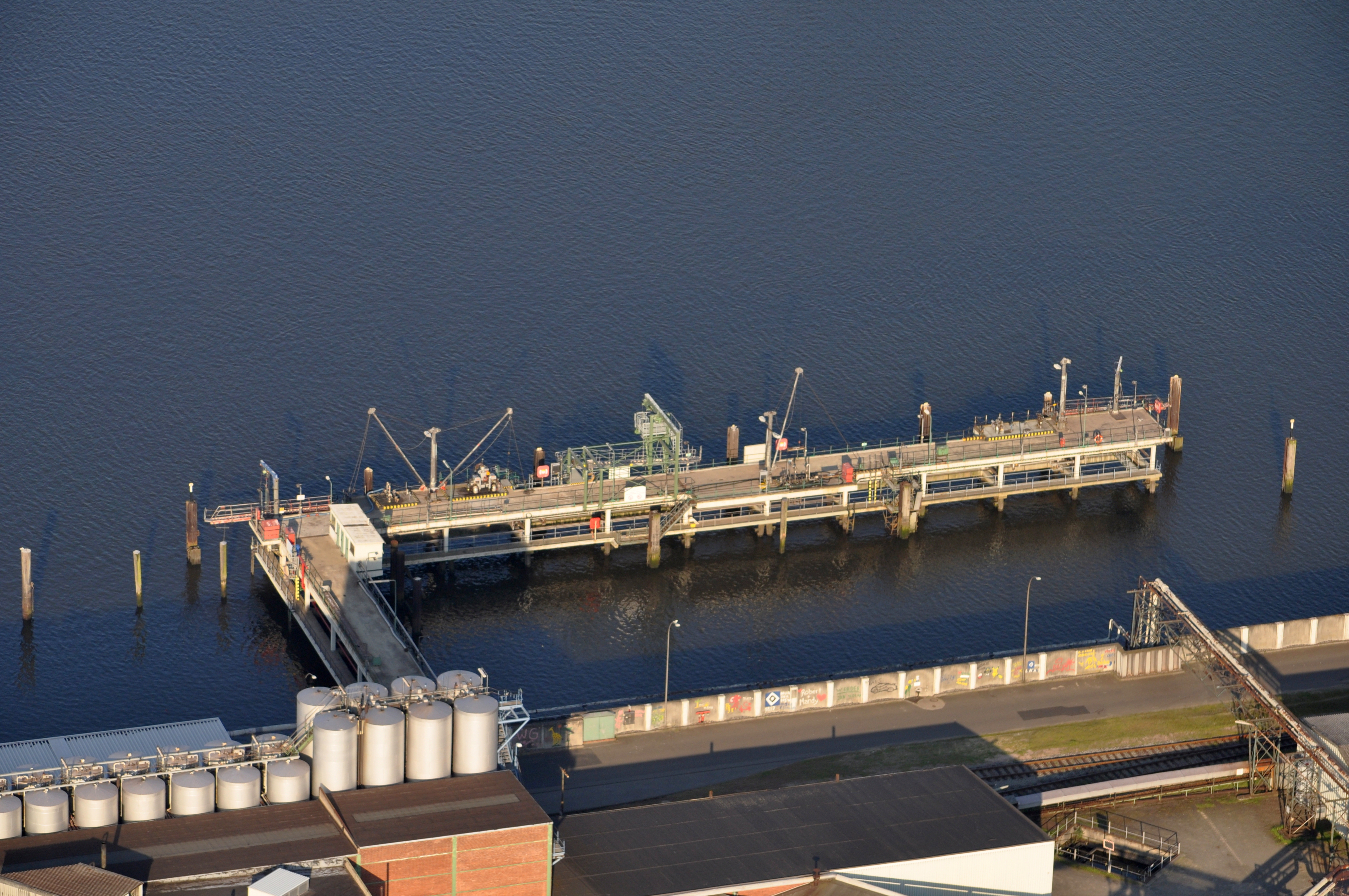
Löschbrücke der Ölwerke Schindler an der Rethe

Hamburg-Neuhof ist ein Ortsteil im Hamburger Hafengebiet. Neuhof wird umgeben von der Rethe, dem Köhlbrand und dem Reiherstieg und durchschnitten vom Roßkanal und Neuhöfer Kanal.

## Geschichte
Neuhof war eine Insel, die um 1650 erstmals von Milch- und Gemüsebauern besiedelt wurde. 1672 nannte Otto XI. Karkhoff in Neuhof um. 1813 wurden die Neuhöfer durch Napoleons Truppen bei der Belagerung Hamburgs vertrieben.
Ab 1840 befand sich am Reiherstieg die Dreyer-Werft. 1888 nahm nach der Entstehung des Freihafens die Oelckers-Werft am Reiherstieg ihren Betrieb auf. 1897 wurde der Neuhöfer Kanal als Verbindung zwischen der Rethe und dem Köhlbrand fertiggestellt. Um 1900 wurde Neuhof mit Sand um drei Meter aufgehöht, die man vom Bau der Hafenbecken gewann. 1906 war Baubeginn der Werft Vulkan am Roßkanal.
Die Gemeinde Neuhof wurde 1910 nach Wilhelmsburg eingemeindet. Von 1911 bis 1914 baute die Neuhöfer Wohnstättengesellschaft 87 vierstöckige Wohnhäuser mit insgesamt 966 Wohnungen für rund 3000 Menschen. Gleichzeitig entstanden Kleingartenanlagen. Südlich des Neuhöfer Kanals entstanden die Olea GmbH, ab 1918 die Oelwerke Julius Schindler G.m.b.H. 1922 nahmen die Hanseatischen Mühlenwerke AG ihren Betrieb auf. 
Ab 1924 wurde das HEW-Kraftwerk gebaut und 1926/27 in Betrieb genommen; es wurde mit Steinkohle gefeuert, daneben jedoch für die Spitzenlastversorgung mit dem seinerzeit größten Dieselmotor der Welt ausgerüstet. Neuhof bekam am 5. Oktober 1928 eine Omnibusverbindung mit Wilhelmsburg durch die Linie 7 der HVG. Durch das Groß-Hamburg-Gesetz kam die Stadt Harburg-Wilhelmsburg und damit auch Neuhof 1937 zu Hamburg.
1953 wurde Hansamatex, heute VOPAK-Tanklager, gegründet. 1966 wurde eine große neue Getreideumschlagsanlage am Neuhöfer Kanal für die Neuhofer Hafengesellschaft gebaut. 1970 war Baubeginn der Köhlbrandbrücke. 1974 wurde Neuhof zum Industriegebiet erklärt, kurz darauf verschwand die Wohnbebauung an der Nippoldstraße, die inzwischen von der direkt nördlich davon verlaufenden Köhlbrandbrücke überragt wurde. Das HEW-Kraftwerk wurde 1983 stillgelegt und durch eine mit Schweröl gefeuerte, deutlich kleinere Anlage ersetzt. Das alte Steinkohlekraftwerk wurde von 1990 bis 1992 abgerissen; im Zuge der Abrissarbeiten wurden auch die vier weithin sichtbaren Schornsteine gesprengt.

## Wirtschaft
Große Unternehmen, die in Neuhof angesiedelt sind, sind H&R AG (ehemals Oelwerke Julius Schindler), ADM Hamburg und VOPAK, das DUPEG-Tanklager sowie das Futtermittelwerk UNA HAKRA Hanseatische Kraftfuttergesellschaft (Teil der Huelsenberg Holding).
In Neuhof befinden sich folgende Umschlaganlagen: ADM Köhlbrand (Biodiesel), ADM Neuhöfer Kanal (Getreide und Ölmühle), Ölwerke Julius Schindler (drei Löschbrücken für Tanker, davon eine im Neuhofer Hafen), Vopak-Tankterminal und DUPEG (vier Löschbrücken, davon eine im Neuhofer Hafen).

## Weitere Einrichtungen
Am Köhlbrand, direkt unter der Köhlbrandbrücke, befindet sich das Fortbildungszentrum für Hafenfacharbeiter (ma-co maritimes competenzcenter) und am Reiherstieg bei der Rethebrücke hat Greenpeace ein Ausrüstungslager mit eigenem Anleger.